# 時計 (松山千春の曲)
「時計」（とけい）は、松山千春が1994年10月21日にリリースした36枚目のシングル。

## 収録曲
| 全作詞・作曲: 松山千春、全編曲: 飛澤宏元。 |                                |          |            |      |
| #                                          | タイトル                       | 作詞     | 作曲・編曲 | 時間 |
| 1.                                         | 「時計」                       | 松山千春 | 松山千春   | 4:50 |
| 2.                                         | 「風は泣いている」             | 松山千春 | 松山千春   | 5:11 |
| 3.                                         | 「時計」(オリジナル・カラオケ) | 松山千春 | 松山千春   | 4:50 |
| 合計時間:                                  | 合計時間:                      | 14:51    |            |      |